# 大阪市電西野田線
大阪市電西野田線（おおさかしでんにしのだせん）は、船津橋駅 - 兼平町駅間を結んでいた大阪市電第三期線の路線。

## 路線データ
- 起点：船津橋駅
- 終点：兼平町駅
- 軌間：1435mm
- 架線電圧：直流600V

## 沿革
- 1916年（大正5年）12月27日：大阪市電の第三期線として、船津橋駅 - 兼平町駅間が開業。
- 1926年（大正15年）8月7日：野田停車場前駅を野田駅前駅に改称。
- 1932年（昭和7年）4月25日：玉川三丁目駅 - 玉川四丁目駅間が非営業線化。回送、留置用途で使用されるようになる。
- 1943年（昭和18年）～1944年（昭和19年）：下福島三丁目駅を中央市場前駅に改称。
- 1944年（昭和19年）6月1日：戦時体制下での急行運転のため、中央市場前駅、野田駅前駅を廃止。
- 1945年（昭和20年）3月13日：船津橋駅を休止。
- 1946年（昭和21年）12月1日：中央市場前駅を復活。
- 1950年（昭和25年）5月15日：野田駅前駅を復活。
- 1960年（昭和35年）10月10日：船津橋駅を廃止。九条中之島線花園橋方面との接続点になる。
- 1964年（昭和39年）
  - 3月22日：大阪環状線の高架化に伴って上下切替を実施。工事期間中には大阪環状線の路線を改軌して市電が走った。
  - 10月1日：玉川三丁目駅 - 玉川四丁目駅間を廃止。
- 1965年（昭和40年）
  - 7月26日：野田駅前駅を野田駅に改称。
  - 9月1日：九条中之島線接続点（以前の船津橋駅） - 玉川町三丁目駅間を廃止。
- 1969年（昭和44年）5月12日：玉川四丁目駅 - 兼平町駅間を廃止。

## 駅一覧
| 駅名           | キロ程 | 接続路線                       |
| -------------- | ------ | ------------------------------ |
| （船津橋駅）   | 0.0    | 大阪市電：九条中之島線         |
| 中央市場前     | 0.2    |                                |
| 玉川町三丁目駅 | 0.5    | 大阪市電：野田線               |
| 玉川町四丁目駅 | 0.7    | 大阪市電：西野田福島線、野田線 |
| 野田駅前駅     | 1.0    |                                |
| 兼平町駅       | 1.5    | 大阪市電：西野田桜島線         |

- 1959年（昭和34年）7月当時